# Sulu köfte
 (septembre 2017).
Si vous disposez d'ouvrages ou d'articles de référence ou si vous connaissez des sites web de qualité traitant du thème abordé ici, merci de compléter l'article en donnant les références utiles à sa vérifiabilité et en les liant à la section « Notes et références ».

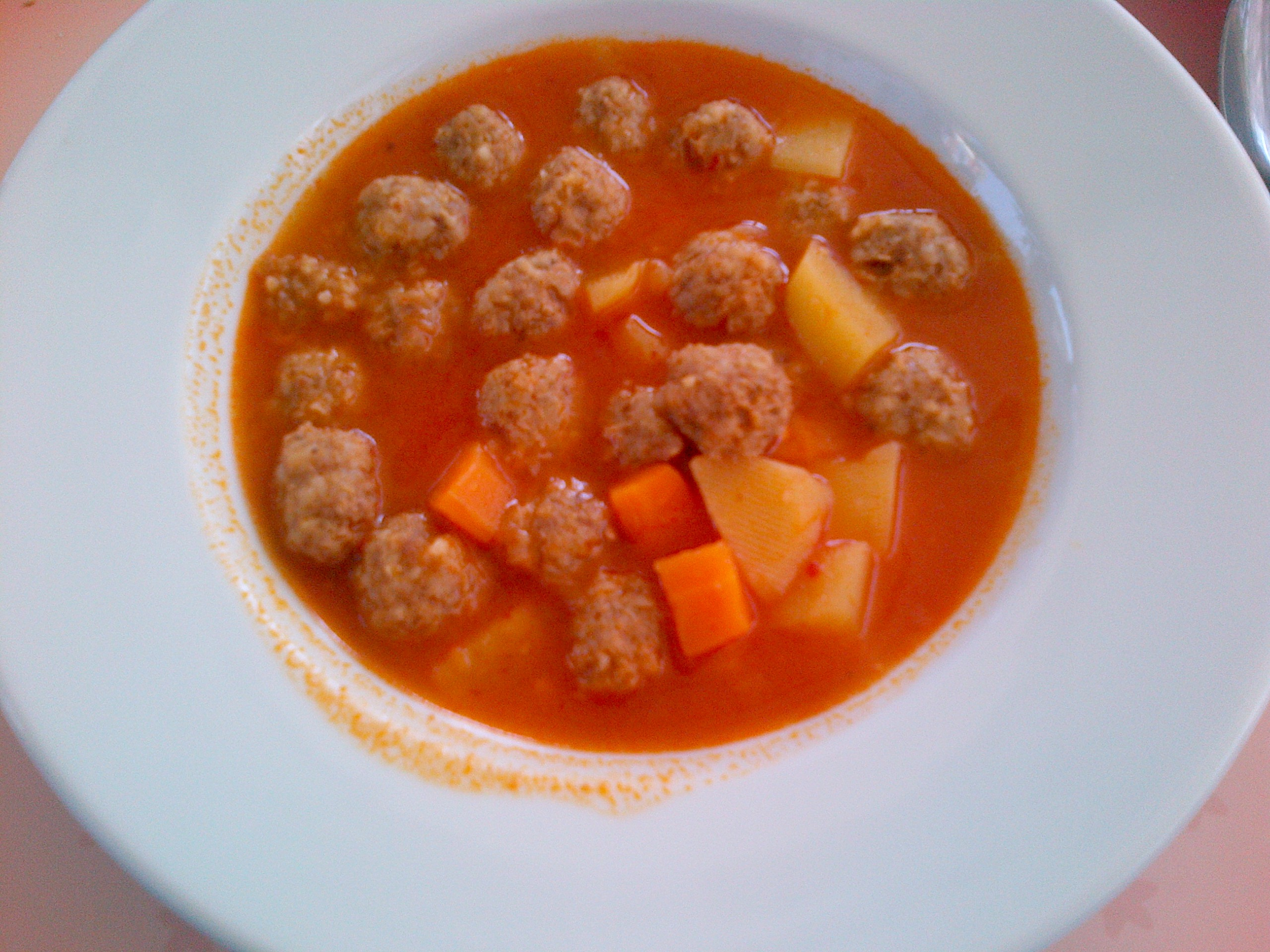
Assiette de sulu köfte.

Le sulu köfte est un ragoût turc composé principalement de boulettes de bœuf haché (avec des oignons) mélangées à du riz, des épices, des pommes de terre et des carottes puis bouillies avec de la sauce tomate. Selon les régions, la composition des épices peut varier. Ce plat, bien que d'origine turque, est également consommé en Arménie et au Levant mais aussi dans d'autres pays du Moyen-Orient.